# Bilohrudove, Hola Prîstan
Bilohrudove (în ucraineană Білогрудове) este un sat în orașul raional Hola Prîstan din regiunea Herson, Ucraina.

## Demografie
Componența lingvistică a localității Bilohrudove
     Ucraineană (92,49%)
     Rusă (7,17%)
     Alte limbi (0,34%)
Conform recensământului din 2001, majoritatea populației localității Bilohrudove era vorbitoare de ucraineană (92,49%), existând în minoritate și vorbitori de rusă (7,17%).